# Gonzalo Revoredo
Mirko Gonzalo Revoredo de Rutté (Lima, 21 de enero de 1979) es un actor y conductor peruano.

## Biografía
Nació en Lima en 1979. Realizó sus estudios escolares en la Escuela Inmaculado Corazón y en el Colegio Santa María Marianistas. Una vez graduado, empezó sus estudios de Administración Hotelera en la Universidad San Ignacio de Loyola, los cuales dejó para dedicarse a la actuación.
Se inició en la televisión a finales de los noventa con las telenovelas Travesuras del corazón y Girasoles para Lucía.
Le siguieron posteriormente las telenovelas Bésame tonto (2002), Luciana y Nicolás (2003), Tormenta de pasiones (2004), Nunca te diré adiós (2005), entre otras. En películas, estuvo en Cuando el Cielo es Azul, Una sombra al frente y Talk Show.
En el año 2006, Revoredo protagonizó la versión colombiana de Floricienta, en el papel de Federico. El año siguiente participó en Decisiones de Telemundo.
Revoredo en 2009, actuó en la serie Las detectivas y el Víctor de RCN Televisión.
De regreso al Perú luego de radicar en Colombia, grabó para las telenovelas La Perricholi y Ana Cristina.
Vuelve a participar en una película, en Teresa, la novia del libertador, a estrenarse en 2013. El mismo año actuó en la miniserie Guerreros de arena.
Entre 2019 y 2023 fue conductor del programa “Noche de Patas” junto a Carlos Vilchez, Óscar López Arias y Andrés Salas que se transmite por Latina Televisión.

## Filmografía

### Televisión
- Travesuras del corazón (1998)
- Girasoles para Lucía  (1999)
- Sueños (1999) como Héctor Luis Sandoval.
- Milagros (2000–01) como Sebastián / Marcos Muñoz De La Torre.
- Gente Como Uno (2000) como Abel.
- Cazando a un millonario (2001) como Miguel Alonzo.
- Bésame tonto (2002) como Gustavo Adolfo Ruiz.
- Luciana y Nicolás (2003) como Gonzalo Valdez.
- Tormenta de pasiones (2004) como Félix Mendivil.
- Nunca te diré adiós (2005) como Mauricio.
- Floricienta (2006) como Federico Fritzenwalden.
- Decisiones (2007), Episodio "Ilusiones perdidas" como Andrés.
- Placeres y Tentaciones (2008)
- Las detectivas y el Víctor (2009) como Diego Moretti / Nicolás Urquiza.
- Decisiones (2010), Episodio "La otra cara de la moneda"  como Aníbal.
- La Perricholi (2011) como Rodrigo Castellanos / Conde Sebastián de Vallehermoso y Santa Bárbara.
- Ana Cristina (2011) como Eduardo Linares.
- Guerreros de arena (2013) como Gustavo Celis.
- Nuestra Historia (2015)
- Amores que matan (2016)
- El regreso de Lucas (2016) como Martín Méndez.
- Go! Vive a tu manera (2019) como Marcelo Villka.
- Noche de patas (2019-2023) como presentador.[6]
- Al Fondo hay Sitio (2024) como Maximiliano Márquez.

### Películas
- Cuando el Cielo es Azul (2003)
- Una sombra al frente (2004) como Adrián Rosenberg.
- Talk Show (2005) como Jorge.
- Ojos de Fuego (2008) como Gabriel.
- La amante del libertador (2014) como Gonzalo / Francisco.
- Locos de amor (2016)
- Soltera codiciada (2018) como Groom
- La herencia de Flora (2024) como General Bernardo Escudero.

## Créditos recientes en teatro
- Un sombrero de paja de Italia (2013)
- Razones para ser bonita (2013)